# ラヴ・イズ・ジャスト・ア・フォー・レター・ワード
「ラヴ・イズ・ジャスト・ア・フォー・レター・ワード」（Love Is Just a Four-Letter Word）は、ボブ・ディランが作詞作曲しジョーン・バエズが1968年に発表した楽曲。バエズのコンサートの定番曲として知られる。

## 概要
1965年のボブ・ディランの英国ツアーを記録したドキュメンタリー映画『ドント・ルック・バック』に本作品が登場する場面がある。マネージャーのアルバート・グロスマンほか多数の人間がホテルの部屋にたむろする中、ジョーン・バエズが弾き語りを行う。黙々とタイプライターを打つディランに向かってバエズは言う。「完成したら私のレコードにするわね」
1968年12月に発売された2枚組のアルバム『Any Day Now』に収録された。また同時にシングルカットされ、翌1969年5月10日付のビルボード・Hot 100で86位を記録した。
バエズはブルーグラス奏者のアール・スクラッグスのアルバム『His Family And Friends』（1971年）の中でも歌っている。
現在に至るまでボブ・ディランはレコーディングを行っていない。
タイトルはテネシー・ウィリアムズの1953年初演の戯曲『カミノ・レアル（Camino Real）』の台詞に触発されたものと推定される。「愛だって？ そんなものは学校をサボった子供がフェンスにいたずらする落書きとおっつかっつの、ただの四文字言葉さ」という台詞がある。